# Geotrigona mattogrossensis
Geotrigona mattogrossensis är en biart som först beskrevs av Adolpho Ducke 1925.  Geotrigona mattogrossensis ingår i släktet Geotrigona och familjen långtungebin. Inga underarter finns listade i Catalogue of Life.